# Gamla Pumphuset, Karlskoga

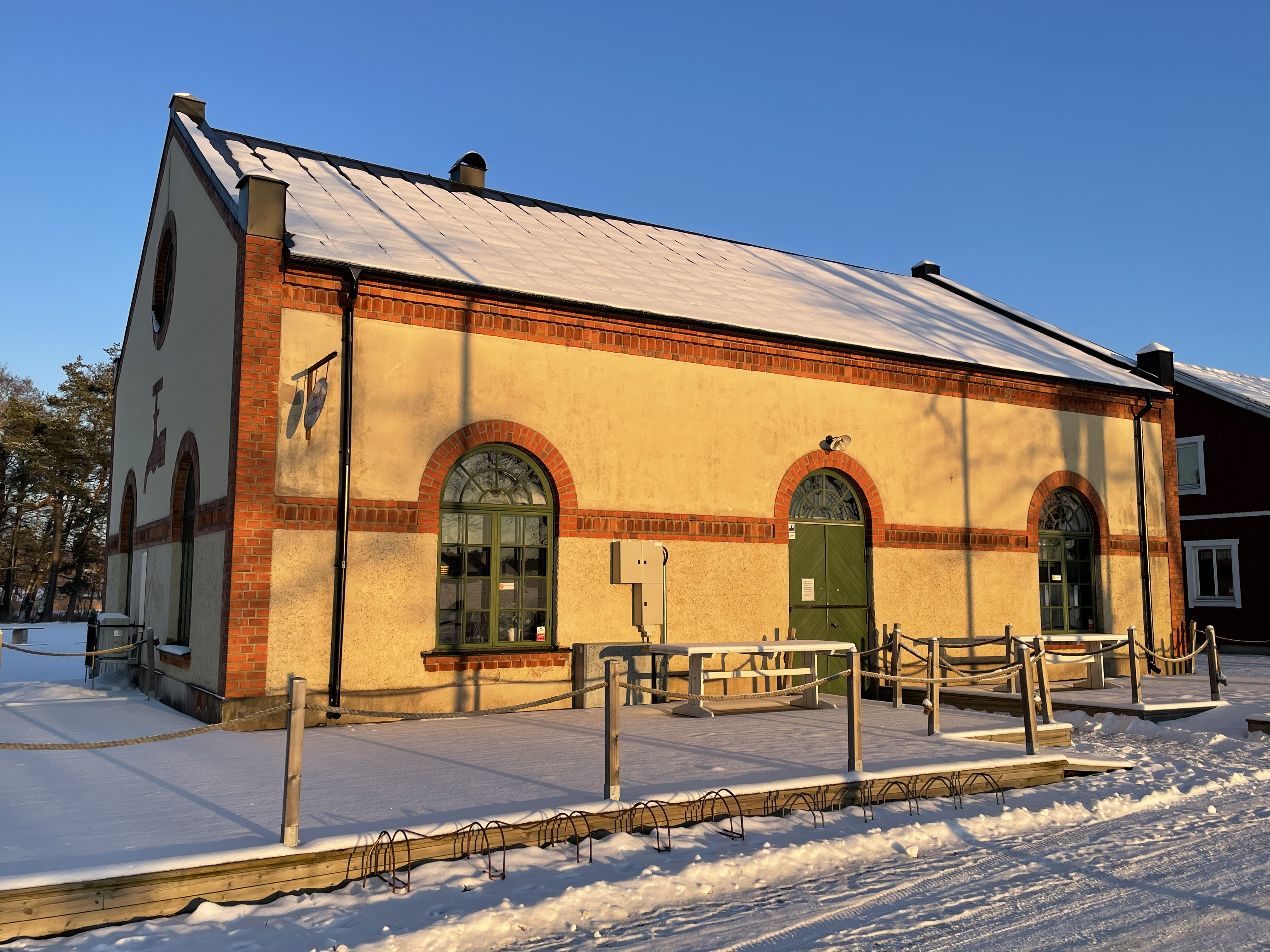
Gamla Pumphuset i februari 2021

Gamla Pumphuset är ett före detta pumphus på Näset i Karlskoga uppfört 1915. I dag hyser byggnaden ett kafé.
Byggnaden bedöms vara av kulturhistoriskt värde.